# Boris Pandža
Boris Pandža, född 15 december 1986 i Mostar, Jugoslavien, är en bosnisk fotbollsspelare som senast tillhörde KV Mechelen i Belgien. Han spelar även för Bosnien och Hercegovinas landslag.
Pandža har även spelat i Bosnien och Hercegovinas U-21 lag tillsammans med spelare som Edin Džeko, Vedad Ibišević och Sejad Salihović. Hans första A-landskamp gjorde han mot Norge 18 mars 2007.